# André Daina
André Daina (Buttes, 8 luglio 1940) è un ex calciatore e arbitro di calcio svizzero.

## Carriera
In attività giocava come attaccante. Col Servette arrivò due volte in finale di Coppa Svizzera.
Nel 1979 iniziò la carriera di arbitro. Diresse la finale della Coppa dei Campioni 1984-1985, svolta dopo la strage dell'Heysel.